# Gouverneur van Pohnpei
De Gouverneur van Pohnpei is de hoogste politieke rang van de Micronesische deelstaat Pohnpei. Een gouverneur is het hoofd van een regering, kolonie of in dit geval deelstaat. 

## Lijst
| Naam              | Van             | Tot             | Luitenant-gouverneur |
| ----------------- | --------------- | --------------- | -------------------- |
| Leo Falcam        | 1 mei 1979      | 1 mei 1983      | Strik Yoma           |
| Resio Moses       | 1 mei 1983      | 13 januari 1992 | Johnny P. David      |
| Johnny P. David   | 13 januari 1992 | 8 januari 1996  | Victor Edwin         |
| Del S. Pangelinan | 8 januari 1996  | 10 januari 2000 | Dion Neth            |
| Johnny P. David   | 10 januari 2000 | 14 januari 2008 | Jack E. Yakana       |
| John Ehsa         | 14 januari 2008 | -               | Churchill B. Edward  |